# Voorbeeld
Een voorbeeld is een exemplaar van een type object of een verbeelding van een concept, dat voor de verzameling objecten of het concept zelf in de plaats treedt om een abstract idee toe te lichten met een concrete voorstelling. Een tegenvoorbeeld illustreert de ontkenning van het idee.
Andere woorden met vergelijkbare lading zijn exempel, model, sjabloon, paradigma (uit het Oudgrieks παράδειγμα, letterlijk "voorbeeld") en toonbeeld. Een schoolvoorbeeld is een voorbeeld dat zo duidelijk en sprekend is dat zelfs een kind direct het verband ziet tussen de gegeven voorstelling en het bedoelde idee. Een staal is een voorbeeld van een materiaal dat van hand tot hand kan gaan, zoals van toepassing in kledingwinkels en bouwbedrijven. Een maquette is een ruimtelijk schaalmodel. Een prototype is een product dat is vervaardigd om het proces en resultaat van de vervaardiging te testen. Een visuele afbeelding is een illustratie, maar niet alle illustraties zijn visueel. Muziek kan bijvoorbeeld gevoelens illustreren, en middeleeuwse exempelen zijn stichtelijke verhalen ter illustratie van een meestal christelijke moraal.
In de logica en de wiskunde kan een stelling worden bewezen door een voorbeeld van de bewering samen te stellen, het bewijs door constructie.
De domeinnamen example.com, example.net en example.org en het topleveldomein .example zijn gereserveerd voor exemplarische toepassing in handleidingen over domeinnamen en het internet. In voorbeeld-cv's en voorbeeldformulieren kunnen onwerkelijke namen als V. Oorbeeld of Jan Jansen worden gebruikt om aan te geven waar een naam moet staan.